# Красиловка (Брянская область)
Красиловка — поселок в Стародубском муниципальном округе Брянской области.

## География
Находится в южной части Брянской области на расстоянии приблизительно 23 км на юг от районного центра города Стародуб.

## История
Упоминался с середины XIX века как хутор. На карте 1941 года был отмечен как совхоз Красиловский,. До 2020 года входил в состав Понуровского сельского поселения Стародубского района до их упразднения.

## Население
Численность населения: 122 человека в 2002 году (русские 98 %), 43 в 2010.